# Tiger Island (Antarktika)
Tiger Island (aus dem Englischen wörtlich übersetzt Tigerinsel) ist eine bis zu 440 m hohe Insel vor der Scott-Küste des ostantarktischen Viktorialands. Sie liegt 6 km nördlich von Lion Island im nördlichen Teil des Granite Harbour.
Eine neuseeländische Mannschaft der Commonwealth Trans-Antarctic Expedition (1955–1958) errichtete hier im Oktober 1957 eine Vermessungsstation und benannte die Insel in Anlehnung an die Benennung von Lion Island.